# OTOAJITO
SAPPORO BEER OTOAJITO（サッポロビール・オトアジト）はJ-WAVEのラジオ番組である。

## 番組概要
ミュージシャンを中心とした人物をゲストに迎え、クリス・ペプラーとゲストがサッポロ生ビール黒ラベルを飲みつつ、ゲストが持参した”おみや”と呼ばれるおつまみを一緒に味わいながら音楽にまつわるトークを繰り広げる番組。
2009年4月4日より毎週土曜18時からの番組として放送スタート。2020年4月改編で放送時間が金曜23時に移動、同時に30分番組へと短縮され、この間はゲストとのトークを2週に渡って放送するスタイルへと変更していた。2023年10月の改編で再び土曜18時からの1時間枠に戻った。
当番組のスポンサーであるサッポロビールは、1995年10月から2009年3月まで当番組と同じクリスがナビゲーターを担当する『TOKIO HOT 100』のスポンサーであったが、同番組から移行となった。

## 放送時間
- 毎週土曜 18:00 - 18:54（2009年4月4日 - 2020年3月28日、2023年10月7日 - ）

過去の放送時間
- 毎週金曜 23:00 - 23:30（2020年4月3日 - 2023年9月29日）